# Paragoniastrea australensis
Espèce
Statut CITES
Paragoniastrea australensis est une espèce de coraux appartenant à la famille des Merulinidae.